# Dècada del 190 aC

## Esdeveniments
- Invenció del pergamí
- Pedra de Rosetta
- Segona Guerra Macedònica

## Personatges destacats
- Antíoc III el Gran, rei selèucida (223 aC-187 aC)
- Filip V, rei de Macedònia (221 aC-179 aC)